# Commissaire général de la République chargé de réorganiser les trois anciens départements d'Alsace-Lorraine
Le commissaire général de la République chargé de réorganiser les trois anciens départements d'Alsace-Lorraine est un haut fonctionnaire français qui, à la fin de la Première Guerre mondiale, est chargé d'organiser la réintégration au territoire français des trois anciens départements d'Alsace-Moselle, annexés par l'Allemagne après la guerre franco-allemande de 1870 et récupérés par la France en 1918.
Le commissaire général de la République, aussi appelé haut-commissaire, est nommé à Strasbourg ; il est secondé par des commissaires de la République nommés à Colmar et Metz.

## Histoire

### Les planifications
Durant la Première Guerre mondiale, le Gouvernement français met en place des services chargés d’étudier et de préfigurer ce que sera l’Alsace-Lorraine française qui sont regroupés au sein de la Conférence d’Alsace-Lorraine instituée dès 1914, puis du Service d’Alsace-Lorraine avec ses sections d’études thématiques. Ces services sont composés de différents groupes de réflexion constitués sous l’égide de personnalités liées aux départements de l’Est (le Comité d’études économiques et administratives constitué autour d’Albert Kahn pour l’Alsace et autour de Maurice Bompard et de François de Wendel pour la Lorraine), ainsi que sur l’expérience acquise dans le cadre de l’occupation en continu pendant les quatre années de guerre des cantons de Thann, de Masevaux et de Dannemarie.
Les résultats de ces analyses permettent d’avancer trois voies au retour de l’Alsace-Lorraine dans l’unité nationale. Le  retour à l’Alsace et à la Lorraine de 1870, soutenu par Georges Weill et Daniel Blumenthal, le maintien d’un statut transitoire dans le but de faciliter l’assimilation administrative et législative des provinces recouvrées, soutenu par un grand nombre des fonctionnaires parisiens, et enfin la réorganisation de l’Alsace-Lorraine française en tenant compte des évolutions intervenues sous le régime allemand, soutenu par les membres du groupe lorrain comme Maurice Bompard ou Anselme Laugel.
La constitution du gouvernement Clemenceau le 17 novembre 1917 oriente cependant les choix politiques relatifs à l’administration de l’Alsace-Lorraine dans le sens de l’assimilation.

### Le haut-commissariat de la République
Le 15 septembre 1918 est décidée la création d’un Service général d’Alsace et de Lorraine auprès de la présidence du Conseil. Ce service est placé sous l’autorité d’un sous-secrétaire d'État à la Présidence du Conseil chargé des questions d’Alsace-Lorraine, Jules Jeanneney, personnalité radicale-socialiste proche de Georges Clemenceau qui a une réputation de jacobin et d’anticlérical, et reçoit son organisation définitive par décret du 26 novembre.
Les premières décisions règlementaires sont prises au cours des semaines qui précèdent l’Armistice. Les différents services sont organisés au fur et à mesure des disponibilités de personnel en dépit d’importantes carences en moyens matériels et humains, et placés sous la direction d’inspecteurs généraux représentant leur département ministériel. Cet édifice administratif est complété par un conseil supérieur d’Alsace et de Lorraine,, organe consultatif composé d’une majorité de fonctionnaires de l’« intérieur » et de douze personnalités alsaciennes ou lorraines proposées par l’administration.
Les modalités de l’occupation militaire de l’Alsace-Lorraine et des départements libérés du Nord de la France sont définies au cours d’une conférence tenue, à l’initiative du maréchal Foch, le 6 octobre 1918. L’administration civile des territoires libérés d’Alsace-Lorraine relève quant à elle du sous-secrétaire d’État de la Présidence du Conseil chargé des questions d’Alsace-Lorraine qui est assisté d’un haut-commissaire de la République qui coordonne l’action des services d’Alsace-Lorraine et d’un commissaire de la République nommé à la tête de chaque district.
Une conférence tenue au ministère des affaires étrangères le 6 novembre 1918 arrête les principales orientations en matière d’organisation administrative des provinces libérées avec un retour au plus vite au statut départemental et une liquidation des institutions communes d'Alsace-Lorraine.
Après la signature de l'Armistice, le 11 novembre 1918, les Allemands évacuent les terres annexées en 1871 et dès le 15 novembre 1918, un décret confie l’administration préfectorale à trois commissaires de la République résidant à Metz, Colmar et Strasbourg. Le commissaire de la République de Strasbourg assure en même temps, avec le titre de haut-commissaire, le fonctionnement des services communs. Mais les services et organes de décision restent encore à Paris et le haut-commissaire, Georges Maringer, conseiller d’État en service extraordinaire, beau-frère de Jules Jeanneney et proche de Clemenceau, se contente d’assurer la transmission des consignes entre le sous-secrétaire d’État et les commissaires de la République Léon Mirman, précédemment « préfet de guerre » à Nancy, nommé à Metz et Henry Poulet, précédemment à la tête de l’administration de la vallée de Thann libérée, nommé à Colmar.
À son arrivée en Alsace, Maringer, sectionne les différentes institutions centrales de l’Alsace-Lorraine en trois administrations départementales et renvoie les fonctionnaires allemands, ce qui conduit au printemps 1919 à un grave manque de personnel d’encadrement conduisant certains fonctionnaires à cumuler plusieurs fonctions. Le Conseil national d'Alsace-Lorraine,,, assemblée issue du suffrage universel, tire la sonnette d’alarme dès fin 1918.
Pour combler le manque de fonctionnaires, il est fait appel à de nombreux fonctionnaires français, sans connaissance de l’allemand, auxquels sont proposés des primes qui suscitent la critique. De plus, à ce déficit d’encadrement civil s’ajoutent des conflits d’attributions entre autorités civiles et militaires, autorités militaires qui, par la convention de La Haye, avaient juridiction sur les territoires occupés pendant la guerre.
Le haut-commissariat de la République à Strasbourg va agir dans de nombreux domaines.
- En coopération avec le délègue Louis Guyot, sous-chef de bureau au ministère du Travail, ayant fonction d’inspecteur général du Travail et de la Prévoyance sociale en Alsace-Lorraine (arrêté du 26 novembre 1918) : réglementation et inspection du travail, organisation du travail, prévoyance et hygiène sociale, assurances sociales et privées, office de statistique d’Alsace-Lorraine. Dès janvier 1919, l’ensemble des postes d’inspecteurs du travail sont pourvus et les postes d’inspecteur-adjoints sont confiés à des Alsaciens-Lorrains, le ministère du Travail ne disposant pas de fonctionnaires susceptibles d’y être affectés.
- Le classement de la population. Dès l’entrée des troupes françaises en Alsace, les mairies reçoivent pour consignes de délivrer des cartes d’identité répartissant la population en quatre catégories sur des critères ethniques. 112 000 personnes considérées comme « allemandes » sont expulsées à la fin de l'année 1918 ; des commissions de triage sont chargées de l’examen individuel des Alsaciens-Lorrains signalés pour leurs sentiments germanophiles[6].
- L’enseignement primaire et secondaire. Des fonctionnaires français sont placés aux postes de commandes, à charge pour eux d’encadrer étroitement les exécutants afin de franciser le plus rapidement possible l’Alsace et la Lorraine[7].
- L’introduction du français comme langue de l’administration, ce qui pose des problèmes délicats pour les fonctionnaires alsaciens comme pour le public.
- L’action culturelle française. Afin de diffuser la langue française et faire connaître la France aux Alsaciens, les autorités développent des cours d’adultes, mais se servent aussi du théâtre comme du cinéma.

Cependant, devant les problèmes d’ordre administratif, linguistique et religieux qui se posent, le haut-commissaire de la République de Strasbourg et la présidence du Conseil se renvoient la balle. Au cours de l’hiver, les Alsaciens commencent à demander des comptes devant l’insolence des fonctionnaires venus de l’intérieur et la désorganisation des services publics. De multiples interventions auprès du Président de la République, Raymond Poincaré, font ressortir les inconvénients et les dangers de la politique centralisatrice de Jules Jeanneney. Le Conseil national adopte à l’unanimité un mémorandum qui conteste le régime étroitement centralisé qui se met en place en Alsace, l’adressant à Clemenceau par l’intermédiaire de Maringer. La réponse de Clemenceau, datée du 14 janvier 1919, est une fin de non-recevoir.
Un décret du 6 décembre 1918 réorganise la justice, et le 3 février 1919 a lieu la séance de rentrée solennelle de la Cour d’appel de Colmar.
Début février 1919, le groupe parlementaire pour l’étude des questions alsaciennes et lorraines envoie une délégation, dirigée par le général Adolphe Messimy, auprès de Georges Clemenceau  pour lui proposer de placer à la tête de l’Alsace-Lorraine une haute personnalité, résidant à Strasbourg, qui réunirait dans ses mains tous les pouvoirs, y compris le pouvoir militaire et serait assistée par des fonctionnaires connaissant parfaitement la langue allemande. Les informations sur le malaise grandissant sont confirmées par les membres alsaciens et lorrains du Conseil supérieur d’Alsace et de Lorraine qui se réunit pour la première fois le 25 février 1919 à Paris.

### Le commissariat général de la République

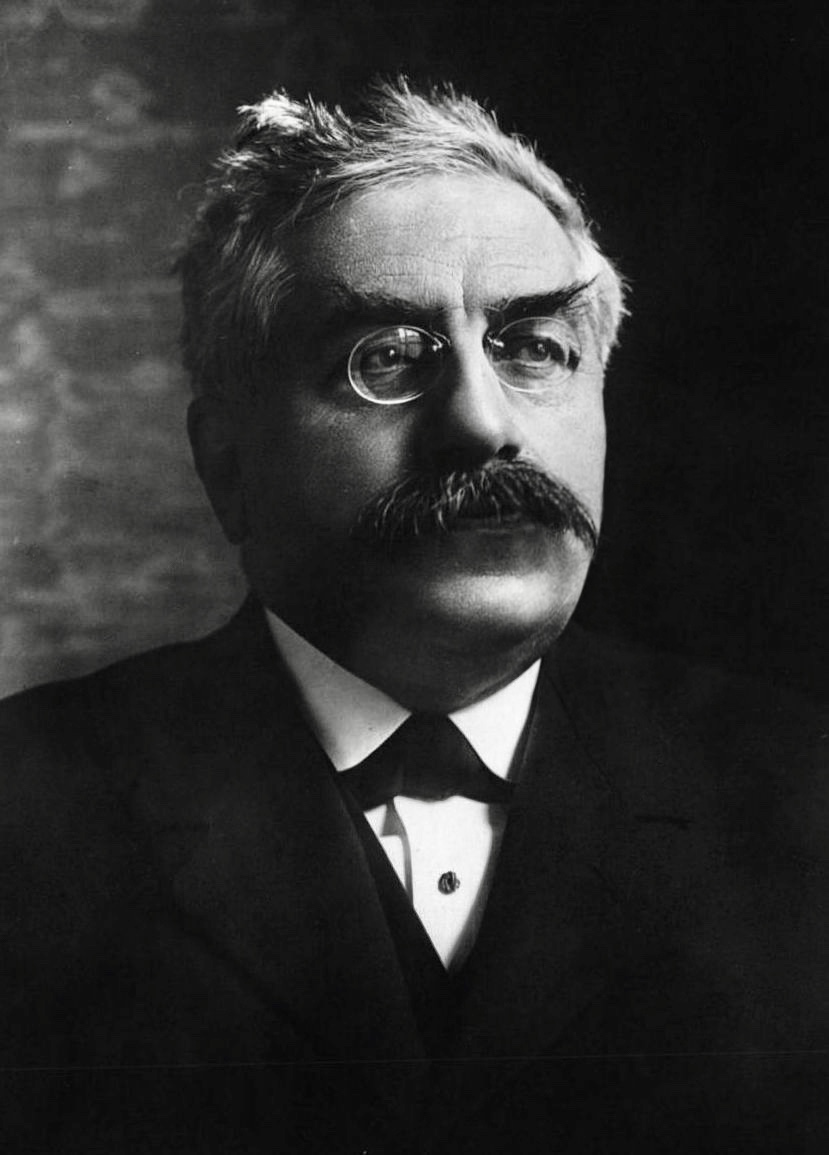
Alexandre Millerand, commissaire général de la République à Strasbourg de mars 1919 à janvier 1920.

En mars 1919, Georges Clemenceau confie le haut-commissariat d’Alsace-Lorraine à Alexandre Millerand, l’un des chefs du Bloc national. Le même mois, la direction administrative de l'Alsace-Lorraine quitte Paris pour Strasbourg, où, sous la direction directe du haut-commissaire, elle va former le commissariat général de la République. Le haut-commissaire prend alors le titre de commissaire général et a les pleins pouvoirs législatifs (décret du 21 mars 1919) pour mener à bien son objectif de réadapter progressivement les trois départements à l'administration française.
Entre mars et avril 1919, Millerand va réorganiser le haut-commissariat, le dotant d’un cabinet, d’une direction des affaires militaires et d’une direction des affaires civiles, d’un service de presse et de propagande. Il met en place des directions en fonction des attributions des ministères : finances, justice et études législatives, commerce, industrie et mines, instruction publique et beaux-arts, travaux publics et voies de communication, eaux et forêts et agriculture, postes, télégraphes et téléphones et surtout travail et législation ouvrière et Assurances sociales.
Par décision du 16 avril 1919, les services d’administration générale des territoires d’Alsace et de Lorraine sont placés sous l’autorité directe du commissaire général. Cependant, les préfectures de Strasbourg, Colmar et Metz relèvent directement de la Présidence du Conseil.
Dès son entrée en fonction à Strasbourg, Alexandre Millerand prend des dispositions concernant le change. Les ressortissants des puissances neutres sont désormais soumis au même régime de valorisation (4 avril 1919) et il fait cesser l’avantage laissé aux débiteurs allemands qui pouvaient s’acquitter en marks. Il déploie aussi beaucoup d’énergie afin que l’exploitation du charbon, du fer, de la potasse reprenne au plus vite. Pour cela il passer des accords avec les syndicats patronaux allemands, réorganise les marchés avec les ateliers de transformation et les usines de matières premières situées dans d’autres régions de France, met en adjudication les mines (mines de potasse et mines de Sarre-Moselle), propose la création de régies. Il affiche aussi une volonté déterminée pour lancer des grands travaux : percée des Vosges, aménagement d’un port de Strasbourg, face à Kehl, aménagement des canaux Rhin-Rhône, construction d’une centrale hydroélectrique à Kembs, réfection des chemins de fer et construction de nouvelles voies afin de désenclaver des villes comme Saint-Dié ou Épinal. Il juge nécessaire également d’aider l’industrie textile de Mulhouse.
Pour des raisons de maintien de l’ordre, Millerand demande le 18 septembre 1919, l’installation le plus rapide possible des nouveaux évêques de Metz (Jean-Baptiste Pelt) et Strasbourg (Charles Ruch), les précédents n'ayant pas été « reconnus » français et donc renvoyés en Allemagne.
En octobre, Clemenceau et Millerand s’affrontent sur la concurrence entre régions françaises lorsque Clemenceau apprend que Millerand a « donné l’ordre de dérouter au profit de l’Alsace-Lorraine les charbons destinés aux consommateurs d’autres départements ». Tout en appliquant les ordres de Paris, Millerand rappelle que l’Alsace-Lorraine n’a eu que 45 % de ce qui était prévu et les autres départements 90 %.
La loi du 17 octobre 1919, qui redonne au parlement français le contrôle législatif, permet aussi au gouvernement d’introduire la législation française par d’autres voies, le commissaire général obtient ainsi des pouvoirs proches de ceux d'un ministre lui permettant de légiférer par décrets. Cette même loi transforme la Basse-Alsace, la Haute-Alsace et la Lorraine mosellane en départements du Bas-Rhin, du Haut-Rhin et de la Moselle. Les Kreise deviennent des arrondissements.
À la suite des élections de novembre 1919, dont le Bloc national s’avère être le grand gagnant, et à diverses négociations entre Clemenceau et l’entourage de Millerand, celui-ci accepte de quitter Strasbourg pour succéder à Clemenceau comme président du Conseil.
Millerand est remplacé et quitte Strasbourg le 25 janvier 1920. Son successeur Gabriel Alapetite, simple haut fonctionnaire ne possédant que peu d’appui à Paris ne peut qu’assister au démantèlement progressif et systématique de ses pouvoirs.
Dès juillet, le budget de l’Alsace-Lorraine, qui était jusque-là autonome, est soumis à la ratification du Parlement avant d’être purement et simplement supprimé. Le commissaire général ne possède plus que des délégations de crédits détachés pour lui du budget propre à chaque ministère.
Puis vinrent rapidement une série de rattachements :
- fin 1920 les Chemins de fer sont rattachés au ministère des travaux publics,
- le 4 juillet 1920, le contrôle de la Justice civile et criminelle passe au ministère de la Justice,
- le 31 décembre 1920, le contrôle des Régies passe au ministère des finances,
- en février 1922, les Mines passent au ministère des travaux publics,
- les Postes et Télégraphes (mars 1922),
- les Routes et la Navigation (29 décembre 1922),
- Les Services pénitentiaires (10 février 1923),
- les Séquestres (26 février 1923),
- les Eaux et Forêts (13 avril 1923),
- l’Architecture et les Beaux- Arts (19 avril 1923)[13],
- l’Office des vérifications (16 mai 1923),
- l’Agriculture (19 juillet 1923).

La victoire du cartel des gauches aux élections françaises du 11 mai 1924 sonna la fin du commissariat général. Millerand est écarté du pouvoir et Alapetite est obligé à démissionner en juillet 1924. Il est remplacé par Henri Cacaud, ancien secrétaire général, qui prit le titre de commissariat général intermédiaire.
Par la loi du 24 juillet 1925, l’introduction de la législation française en Alsace Lorraine est soumise au droit commun, cette loi abolit les dispositions de la loi du 17 octobre 1919, mais laisse encore au gouvernement la possibilité d’utiliser des décrets d’introduction pendant un an après la promulgation de cette loi.

### La direction générale des services d’Alsace-Lorraine
La loi du 15 octobre 1925 met fin aux fonctions du commissariat général qui a été remplacée, par décret du 14 octobre 1925, par une direction générale des services d’Alsace-Lorraine. cette direction générale, dirigée par Paul Valot, réside à Paris et reste sous le contrôle du Président du Conseil. Ne disposant pas de crédits nécessaires à son fonctionnement, elle connaît des débuts difficiles et se met en place grâce à des mesures de fortune. En 1927, elle s’installe enfin dans des locaux propres au Grand Palais.
La direction générale des services d’Alsace-Lorraine est composée d’un service central situé à Paris, comprenant le cabinet du directeur général ainsi que deux bureaux se répartissant les différentes attributions, et de services locaux à Strasbourg. 
 Le service central est chargé des travaux législatifs, du contrôle et de la coordination les affaires préparées par les services locaux, ainsi que des liaisons avec les ministères pour les services qui lui sont rattachés. À Strasbourg se trouvent des services appartenant autrefois au commissariat général (direction de l’instruction publique, direction des cultes, services des assurances sociales, services du statut local du personnel des pensions), n’ayant pas été rattachés aux ministères correspondants, et qui sont chargés de veiller à l’application d’une législation spéciale dans les départements d’Alsace- Lorraine.
Le service central se voit confier trois objectifs : contrôler le fonctionnement des services locaux de Strasbourg et centraliser les affaires préparées par ceux-ci, assurer la liaison avec les différents ministères pour les autres services qui leur sont directement rattachés depuis 1925, enfin préparer l’assimilation législative.
La perte de son influence et de son autorité sur les autres administrations de l’État est accélérée par les difficultés budgétaires.

### Le service central des services d’Alsace-Lorraine
Un décret du 30 octobre 1935 rend applicable la loi du 8 juin 1935 qui prévoit le remplacement de la direction générale des services d’Alsace-Lorraine, au plus tard le 1er janvier 1936, par un « service central » placé directement sous l’autorité du Président du Conseil. Les services locaux en place à Strasbourg ne changent pas.
Un décret du 31 décembre 1935 précise la réorganisation des missions et les attributions du service central. Paul Valot restera à la tête de cette structure.
La situation n'évolue plus jusqu'à la Seconde Guerre mondiale.

## Domaines d'intervention
Quelques exemples d'intervention :
- Chargés de l’administration communale, les Commissaires de la République procèdent à la dissolution d’un certain nombre de conseils municipaux. Ainsi le commissaire de la République de Metz promulgue un arrêté le 21 novembre 1918 dans lequel il ordonne aux membres des conseils municipaux encore en fonction de se réunir pour choisir parmi les citoyens français les personnes aptes à administrer les communes. Cette administration provisoire est en place jusqu’aux nouvelles élections qui ont lieu le 10 décembre 1919[16].
- Le choix de l'application entre le droit local et le droit général français afin de remettre l'administration en route. Ces dispositions étaient à l'origine conçues pour être temporaires (certains textes sont encore en allemand) mais deux lois du 1er juin 1924 les ont rendues permanentes.
- Le 19 juin 1919 parution d'un arrêté du commissaire général de la République française relatif à la création de l'Administration des chemins de fer d'Alsace et de Lorraine (AL)[17].
- En 1920 le commissaire général de la République de Strasbourg met en place une commission technique consultative pour mettre en place une convention entre la faculté de médecine de Strasbourg et l'hôpital de Strasbourg.
- L'Institut de droit canonique de Strasbourg, créé à l'initiative de Mgr Victor Martin par arrêté rectoral le 13 décembre 1920, est approuvé par le commissaire général de la République le 14 février suivant[18].
- La Chambre de métiers de la Moselle, indépendante, exerçant son autorité sur le département de la Moselle est instituée par arrêté du commissaire général de la République le 11 avril 1923.